# Meneghiniet
Het mineraal meneghiniet is een koper-lood-antimoon-sulfide, met de chemische formule CuPb13 Sb7S24. Meneghinietkristallen zijn donkergrijs en bezitten een orthorombische structuur. Ze zijn dun, zacht en naaldvormig (aciculair). Daardoor is meneghiniet relatief broos.
Het mineraal is noch magnetisch, noch radioactief.

## Naamgeving en ontdekking
Meneghiniet is genoemd naar de Italiaanse geoloog Giuseppe Meneghine van de Universiteit van Pisa, die het mineraal voor het eerst beschreef. Het mineraal werd in 1852 ontdekt in de Bottinomijn in Stazzema, gelegen in de Italiaanse provincie Lucca.

## Ontstaan en herkomst
Meneghiniet komt voor in bepaalde afzettingen, die een breed scala aan sulfiden bevatten. Het wordt in principe meestal samen gevonden met mineralen als galeniet, sfaleriet, chalcopyriet en boulangeriet. Soms wordt het aangetroffen in het bijzijn van zeldzame sulfiden, zoals stanniet.
Meneghiniet wordt nooit in grote hoeveelheden aangetroffen. De beste en grootste kristallen worden nog steeds op de typelocatie, de Bottinomijn, gevonden. Andere noemenswaardige afzettingslocaties zijn:
- Marble Lake (Canada)
- Beieren (Duitsland)
- In bepaalde kalkgrotten in Santa Cruz County (Californië, Verenigde Staten)

Kleine hoeveelheden meneghiniet zijn ook aangetroffen op de Britse eilanden, vooral in de Pengennamijn in de buurt van Bodmin (Cornwall).

## Kenmerken
Meneghiniet is een zwavelzout dat de elementen zwavel, koper, lood en antimoon bevat en een vrij ingewikkelde kristalstructuur heeft. Meneghinietkristallen hebben afgeplatte vlakken en komen meestal voor als zeer lange en dunne, naaldvormige eenheden. Die zijn vaak gestreept en soms geplooid.
Meneghiniet kan gemakkelijk worden verward met boulangeriet, dat bijna dezelfde samenstelling en kleur heeft.